# 田勢康弘の週刊ニュース新書
田勢康弘の週刊ニュース新書（たせやすひろのしゅうかんニュースしんしょ）は、テレビ東京系列（TXN）などで2008年4月5日から2016年3月26日まで毎週土曜日に放送されていたニュース番組である。通称は「週刊ニュース新書」。で、一部の番組表などではこの名称となっている。
生放送中のスタジオでネコを自由に歩かせている演出で知られている。

## 概要
『LOVE×GOLF』と『阿川佐和子のゴルフ友遊録』を統合し、2008年4月5日に『週刊ニュース新書』の番組名でスタートした。政治ジャーナリストで日本経済新聞客員コラムニストの田勢康弘をメインコメンテーターとして、「土曜日の昼に、“大人”のためのニュースショー」を謳い、土曜日のお昼前に見るテレビ番組がない大人向けのニーズを満たすニュース番組を目指している。2008年3月29日で放送を終了した『ワールドビジネスサテライト土曜版』の後継番組的位置付けもされている。
2008年10月4日から番組名が『田勢康弘の週刊ニュース新書』に変更され、番組の内容が一部リニューアルされた。
BSジャパンを除く同時ネット局では前番組の『ゴルフの真髄』終了後の11時28分00秒から30秒間、番組進行役の大江が当日の特集内容などの前宣伝を行っている。
2011年4月2日からは放送時間が番組開始当初の時間枠（11:30 - 12:25）に復した。
2011年10月1日から放送時間が11:30 - 12:05までに縮小されることになった。また、BSジャパンは12:00から『厳選!いい宿ナビ』を放送するため5分早く飛び降りて終了する。テレビ東京の製作著作クレジットはBSジャパン独自で画面右上にマスター送出で表示。ステブレレスで『厳選!いい宿ナビ』に接続する。そのためニュースコーナーは放送されない。
2012年4月7日からはBSジャパンもTXN地上波各局と同じく11:30 - 12:05となり、半年ぶりにフルネットに復帰することになった。これに伴い、『厳選!いい宿ナビ』は月2回、日曜日の夕方に2〜3週分の一挙放送に移行されることになった。
2012年10月6日からはセットが和をモチーフとしたものに変更された。
BSジャパンは2013年4月6日からは13:00 - 13:35の遅れネットに再度変更された。
2016年3月2日、テレビ東京で行われた同年4月の改編に関する発表会で、同年3月26日の放送分をもって終了することが発表された。

## 出演者

### 終了時点の出演者
特記事項のない者は、いずれも当時テレビ東京アナウンサー。
番組ホスト
田勢康弘（政治ジャーナリスト、元日本経済新聞記者、）
番組進行役
- 繁田美貴（2013年3月30日 - ）
- 中川聡（2011年4月2日 - ）

※繁田がメインの進行役、中川がサブの進行役である。
ニュースコーナー担当
相内優香（2011年10月8日 -  ）
ニュースコーナー担当は基本的に、土曜夕方の『TXNニュース』も担当する。
ナレーター
槇大輔（2008年9月ごろ -　）

### 過去の出演者
| 期間      | 期間       | ホスト   | 進行役     | 進行役            | ニュース   | ナレーター      |
| --------- | ---------- | -------- | ---------- | ----------------- | ---------- | --------------- |
| 2008.4.5  | 2008.9     | 田勢康弘 | 森本智子   | 森本智子          | 前田真理子 | 酒井美紀 山岸功 |
| 2008.9    | 2008.9.27  | 田勢康弘 | 森本智子   | 森本智子          | 前田真理子 | 槇大輔          |
| 2008.10.4 | 2009.3.28  | 田勢康弘 | 大江麻理子 | 大江麻理子        | 繁田美貴   | 槇大輔          |
| 2009.4.4  | 2009.6.27  | 田勢康弘 | 大江麻理子 | 大江麻理子        | 松丸友紀   | 槇大輔          |
| 2009.7.4  | 2011.3.25  | 田勢康弘 | 大江麻理子 | 大江麻理子        | 繁田美貴   | 槇大輔          |
| 2011.4.2  | 2011.10.1  | 田勢康弘 | 大江麻理子 | 中川聡            | 繁田美貴   | 槇大輔          |
| 2011.10.8 | 2012.8     | 田勢康弘 | 大江麻理子 | 中川聡 森田京之介 | 相内優香   | 槇大輔          |
| 2012.9    | 2013.3.23  | 田勢康弘 | 大江麻理子 | 中川聡            | 相内優香   | 槇大輔          |
| 2013.3.30 | 2016.03.26 | 田勢康弘 | 繁田美貴   | 中川聡            | 相内優香   | 槇大輔          |

- 進行役、ニュースコーナー担当者は全員当時テレビ東京アナウンサー。ニュース担当者は土曜夕方の『TXNニュース』も担当。
- ナレーターの酒井・山岸ともに俳協所属で、『速ホゥ!』→『NEWS FINE』（第2部）のナレーション担当。山岸はナレーション降板後も同番組CMのナレーションを担当。
- 代役
  - 水原恵理（テレビ東京アナウンサー、2009年1月17日、大江のインフルエンザによる欠席のため、当日急遽代役として出演。また、代役ではないが2012年9月15日放送のスペシャルでも出演）
  - 倉野麻里（同上、2010年10月30日及び2011年8月20日、大江の代役として進行役を担当）
  - 森田京之介（2011年4月16日、中川の代役として進行役を担当）
  - 大橋未歩（同上、2011年5月7日、繁田の代役としてニュースコーナーを担当）
  - 窪田等（ナレーター、槇の代役としてナレーターを担当）
  - 斉藤一也（当時テレビ東京アナウンサー、2014年2月15日、中川の代役として進行役を担当）
  - 板垣龍佑（同上、2014年2月15日、相内の代役としてニュースコーナーを担当）

## ネコの演出
当番組では、生放送中のスタジオ内に於いてネコを常時歩かせるという演出が採られている。この演出は愛猫家である田勢の提案によるもので、当初は自身が飼っているネコを登場させるつもりであったが、田勢の妻が反対したため、ペットプロダクション「ZOO」のアメリカンショートヘアの「まーご」（雄）が起用されることとなった。
動物は時として人間が予想もしないような行動をとることがあるため、生放送ではかなりのリスクを伴う、他では例を見ない極めて珍しい演出となっている。実際、まーごが植木の葉っぱをかじったり、田勢のために用意されたマグカップに顔を突っ込んでお茶を飲む、といったハプニングも起こっている。
とはいえ、報道関連番組に於いてネコを出演させるという試みは海外でも話題となっており、ギスギスした世の中だからこそ一瞬の「癒し」が必要、と好評を得ている。
当番組内では基本的にどんなゲストが来てもまーごが排除されることはないが、2008年9月13日の放送で、麻生太郎・与謝野馨・小池百合子・石原伸晃・石破茂の自民党総裁選の候補者5人が一堂に出演した際、出演者の中にネコアレルギーを持つ者が存在するとの理由により、このコーナーのみ、まーごの出演が無かった。また、2012年9月15日放送でも石原伸晃・石破茂・安倍晋三・町村信孝・林芳正の自民党総裁選の候補者5人が一堂に出演した際には通常のレギュラー放送とは別にスペシャル独自のスタジオセットを組んで放送を行っていたため、この日の放送は番組開始以来初めて、まーごの出演が一切無かった。
なお、「ニュース犬（報道犬）」や「気象予報犬」として同局週末の報道番組などで起用されていた柴犬「ブーニー」が、同番組の生放送のスタジオに数回出演したことがある。
2014年10月10日に「まーご」が死亡、これに伴って、同年11月15日の放送にて雑種の三毛猫である「にゃーにゃ」が2代目看板猫に起用されたことが発表されている。

### まーご
アメリカンショートヘアのオスで2006年3月15日生まれ。シャープの「エコロジークラスで行きましょう」のCMに起用されていたネコ「ミーヤ」の孫で、1歳の時には日清ペットフードのCMに出演していた。その他、UQコミュニケーションズなどのCMにも出演している。比較的温厚な性格。2009年には『テレビねこ まーごのお仕事』（関由香・著、宝島社）も出版されている（この前年・2008年には祖父のミーヤの本『ぐぅぱぁネコ ミーヤ』も同じ著者で出版されている）。2014年10月10日21時ころ、急性心不全により急逝。享年8歳7か月。なお、このことについては翌11日の番組終盤で発表された。田勢はこの1週間前にまーごと「辞める時は一緒に辞めような」と約束したばかりだった。

### にゃーにゃ
雑種のメスで2014年7月7日、東京都目黒区にて誕生したと推定される。ゴミ箱に棄てられていたところを東京都清掃局職員に発見されて保護され、動物病院を経て動物プロダクションへ引き渡される。自らまーごの後継を探して数多くの猫と「お見合い」していた田勢が、動物プロダクションのスタッフから、にゃーにゃの生い立ちなどを聞いて「この猫しかいない」と起用を決めたという。

## コーナー
- テレビ東京ニューヨーク支局中継
- 最新のニュース - 『TXNニュース』を12:26 - 12:30に放送していた名残りから、初回は、TXNニュースと同じテロップから「TXN NEWS」の文字を抜いたものを使用したが、2回目からは番組専用のテロップに変更された。

## ネット局と放送時間
現在のネット局
| 放送対象地域   | 放送局                | 系列           | 放送時間           | 放送日の遅れ  |
| -------------- | --------------------- | -------------- | ------------------ | ------------- |
| 関東広域圏     | テレビ東京 （制作局） | テレビ東京系列 | 土曜 11:30 - 12:05 | 同時ネット    |
| 北海道         | テレビ北海道          | テレビ東京系列 | 土曜 11:30 - 12:05 | 同時ネット    |
| 愛知県         | テレビ愛知            | テレビ東京系列 | 土曜 11:30 - 12:05 | 同時ネット    |
| 大阪府         | テレビ大阪            | テレビ東京系列 | 土曜 11:30 - 12:05 | 同時ネット    |
| 岡山県・香川県 | テレビせとうち        | テレビ東京系列 | 土曜 11:30 - 12:05 | 同時ネット    |
| 福岡県         | TVQ九州放送           | テレビ東京系列 | 土曜 11:30 - 12:05 | 同時ネット    |
| 日本全国       | BSジャパン            | BSデジタル     | 土曜 13:00 - 13:35 | 1時間30分遅れ |
| 日本全国       | 日経CNBC              | CS放送         | 土曜 13:30 - 14:05 | 2時間遅れ     |

※2008年9月13日のみ、岐阜放送でも同時ネットで放送。
過去のネット局
- テレビ和歌山（独立局、2008年4月 - 2010年3月）

変遷
| 期間       | 期間       | タイトル                   | 放送時間（日本時間）         |
| ---------- | ---------- | -------------------------- | ---------------------------- |
| 2008.04.05 | 2008.09.27 | 週刊ニュース新書           | 土曜日 11:30 - 12:25（55分） |
| 2008.10.04 | 2009.03.28 | 田勢康弘の週刊ニュース新書 | 土曜日 11:30 - 12:25（55分） |
| 2009.04.04 | 2011.03.26 | 田勢康弘の週刊ニュース新書 | 土曜日 11:00 - 11:55（55分） |
| 2011.04.02 | 2011.09.24 | 田勢康弘の週刊ニュース新書 | 土曜日 11:30 - 12:25（55分） |
| 2011.10.01 | 2016.03.26 | 田勢康弘の週刊ニュース新書 | 土曜日 11:30 - 12:05（35分） |

## 備考
- 2008年10月18日は「金融危機スペシャル」と題し、TVQを除くTXN5局とBSジャパン、日経CNBCでにて30分拡大して放送した。なお、同時ネット局では、30分拡大部分の12:30 - 13:00の第2部はローカルセールス枠での放送となったために、12:25 - 12:30の5分間『「地球街道」オススメ』（TXN6局、番宣番組）、『日本の世界遺産〜薬師寺〜』（BSジャパン）のミニ番組を挟んでの放送となり、遅れネットの日経CNBCでは第1部・第2部を続けて放送した。
- 2012年1月14日は内閣総理大臣の野田佳彦が生出演し、TXN各局・BSジャパンとも11:30 - 12:25に放送時間を拡大して放送された。このためTXN各局の『広告の番組』とBSジャパンの『厳選!いい宿ナビ』は休止となった。後者は後日振り替え放送も行わず事実上未放送となった。
- 2012年9月15日は次番組の『マネーの羅針盤』とあわせたコンプレックス番組として『「週刊ニュース新書」&「マネーの羅針盤」スペシャル「自民党総裁選ニッポン復活を担うのは…」』をTXN各局・BSジャパンとも11:30 - 12:25に放送時間を拡大して放送。
- この後継番組はBSジャパンに引き継がれて『日経 FT サタデー9』になって制作・基幹局も交代された[注 2]。一方テレビ東京系はこれまで土曜12:30-15:00（テレビ大阪は16:00まで）のローカル編成枠や再放送編成中心枠「土曜イベントアワー」[注 3]を11:30に繰り上げた[注 4][注 5]。
- なぜこうなったのかの理由が明らかにされないまま番組が終了したため一部の視聴者は納得していなかった。しかし、その理由については後に複数の事情があったと見られる[注 6][12][注 7]。
- 番組内に内包されていた「TXNニュース」は番組終了で独立し、11:00-11:03に繰り上げて放送されている。
- さらにその後政治討論番組はBSテレ東の「NIKKEI日曜サロン」に枝分かれされてもいる。